# 1977 (Gitarre)
1977 ist eine klassische Gitarre, die 1977 in Spanien von Juan Alvarez für Eric Clapton gebaut wurde. Clapton spielte die Gitarre auf MTV’s Unplugged im Januar 1992.

## Geschichte
Clapton spielte die Gitarre 1991 auf dem Musikvideo für Tears In Heaven sowie auch in der Studioaufnahme. Zudem kam sie auf der mit George Harrison gemeinsam veranstalteten Japan-Tournee 1991 zum Einsatz sowie 1992 bei MTV Unplugged. Das letzte Mal spielte Clapton sie im Februar 1992 in der Royal Albert Hall in London, wo die Gitarre den Beinamen 1977 erhielt. Clapton schenkte die Gitarre Giorgio Armani, der die Gitarre 2004 zur Crossroads Auktion stiftete.
2004 versteigerte Clapton die Gitarre für 253.900 US-Dollar, dessen Erlös das Crossroads Centre in Antigua erhielt. 1977 gilt als die teuerste Klassik-Gitarre der Welt.